# Notopterisinae
Notopterisinae – monotypowa podrodzina ssaków z rodziny rudawkowatych (Pteropodidae).

## Rozmieszczenie geograficzne
Podrodzina obejmuje gatunki występujące w Fidżi, Vanuatu i Nowej Kaledonii.

### Morfologia
Długość ciała (bez ogona) 93–110 mm, długość ogona 43,5–62,4 mm, długość ucha 14–16,5 mm, długość tylnej stopy około 22 mm, długość przedramienia 58–69 mm; masa ciała 56–73 g.

### Systematyka
Podrodzinę wyodrębnił w 2020 roku międzynarodowy zespół biologów (brazylijska biolożka ewolucyjna Francisca Cunha Almeida, amerykańska teriolożka Nancy B. Simmons i argentyński zoolog Norberto Pedro Giannini), w artykule zatytułowanym Filogeneza nietoperzy owocożernych Starego Świata na poziomie gatunkowym z nową, wyższą klasyfikacją rodziny Pteropodidae, opublikowanym w czasopiśmie „American Museum novitates”. Rodzaj Notopteris zdefiniował w 1859 roku angielski zoolog John Edward Gray w artykule zatytułowanym Informacja o Notopteris, nowym rodzaju nietoperza z rodziny Pteropina z Wysp Fidżi, opublikowanym na łamach „Proceedings of the Zoological Society of London”. Gatunkiem typowym jest (oznaczenie monotypowe) ogoniec polinezyjski (N. macdonaldi).

#### Etymologia
Notopteris: gr. νώτος nōtos ‘plecy, grzbiet’; -πτερος -pteros ‘-skrzydły’, od πτερον pteron ‘skrzydło’.

#### Podział systematyczny
Do podrodziny należy jeden rodzaj ogoniec (Notopteris) z następującymi gatunkami:
| Grafika | Gatunek                  | Autor i rok opisu | Nazwa zwyczajowa       | Podgatunki         | Rozmieszczenie geograficzne | Podstawowe wymiary                                        | Status IUCN |
| ------- | ------------------------ | ----------------- | ---------------------- | ------------------ | --- | --------------------------------------------------------- | ----------- |
|         | Notopteris macdonaldi    | J.E. Gray, 1859   | ogoniec polinezyjski   | gatunek monotypowy | Vanuatu (Mota Lava, Gaua, Efate na południe do Anatom) i Fidżi (Vanua Levu, Taveuni i Viti Levu); zakres wysokości: 0–1100 m n.p.m. | DC: 9,5–11 cm DO: 5,7–6,2 cm DP: 6,5–6,9 cm MC: 56–73 g   | VU          |
|         | Notopteris neocaledonica | Trouessart, 1908  | ogoniec nowokaledoński | gatunek monotypowy | endemit Nowej Kaledonii: znany na pewno tylko z 2 jaskiń w północnej części wyspy                                                   | DC: 9,3–10 cm DO: 4,3–5,4 cm DP: 5,8–6 cm MC: brak danych | EN          |

Kategorie IUCN:  VU  – gatunek narażony,  EN  – gatunek zagrożony.